# Rivercourse (Alberta)
Rivercourse est un hameau (hamlet) du Comté de Vermilion River, situé dans la province canadienne d'Alberta.